# Ingmar Brantsch
Ingmar Brantsch (Pseudonym: Hermann Eris, * 30. Oktober 1940 in Brașov/Siebenbürgen; † 31. Oktober 2013 in Köln) war ein rumäniendeutscher Schriftsteller.

## Leben
Ingmar Brantsch war der Sohn eines rumäniendeutschen Lehrer-Ehepaars. Von 1957 bis 1962 studierte er Germanistik, Romanistik und Slawistik an der Universität Bukarest. Er schloss dieses Studium mit dem Staatsexamen ab und war von 1962 bis 1964 als Redakteur und Bibliothekar im Bukarester Haus der Presse und von 1964 bis 1970 als Gymnasiallehrer in Brașov tätig. 1970 übersiedelte er in die Bundesrepublik Deutschland. Hier absolvierte er von 1970 bis 1976 an den Universitäten in Köln und Bonn ein weiteres Studium in den Fächern Germanistik, Geschichte, Philosophie, Evangelische Theologie und Pädagogik. In Köln war er aktiv in der Studentenschaft und im Studierendenparlament tätig, ohne sich einer (politischen) Gruppe anzuschließen. Nach dem Staatsexamen leistete er von 1976 bis 1978 sein Referendariat an einer Schule in Gummersbach ab. Seit 1978 lebte er in Köln, wo er bis 1987 Studienassessor und von 1987 bis zu seiner Pensionierung 2007 als Studienrat am Abendgymnasium Köln tätig war. Im Rahmen dieser Tätigkeit unterrichtete er unter anderem Insassen der Justizvollzugsanstalt Köln. Den Unterricht in der JVA übte er auch noch nach seiner Pensionierung bis 2012 weiter aus. Einen Tag nach seinem 73. Geburtstag verstarb Ingmar in einem Kölner Krankenhaus.
Ingmar Brantsch ist Verfasser von Erzählungen, Satiren, Reportagen, Essays, Aphorismen, Gedichten, Dramen und Hörspielen.
Ingmar Brantsch war Mitglied des Rumänischen Schriftstellerverbandes; er gehörte u. a. dem PEN-Zentrum Deutschsprachiger Autoren im Ausland, dem Verband Deutscher Schriftsteller, der Künstlergilde Esslingen, der Regensburger Schriftstellergruppe International und der Literarischen Gesellschaft Köln an. Brantsch erhielt 1968 den Lyrikpreis der Jungen Akademie Stuttgart und 1987 den Siegburger Literaturpreis.

## Werke
- Deutung des Sommers, Bukarest 1967
- Ein 20. Jahrhundert, Bukarest 1970
- Neue Heimat BRD oder Spätheimkehr nach 1000 Jahren, Hannoversch Münden 1983
- Karnevalsdemokratie oder Eulenspiegel, der einsame Rebell, Frankfurt (Main) 1985
- Mozart und das Maschinengewehr, Frankfurt (Main) 1987
- Das Leben der Ungarndeutschen nach dem Zweiten Weltkrieg im Spiegel ihrer Dichtung, Eckartschriften Heft 134, Österreichische Landsmannschaft, Wien 1995
- Das Leben der Rußlanddeutschen nach dem Zweiten Weltkrieg im Spiegel ihres Schrifttums, Eckartschriften Heft 148, Österreichische Landsmannschaft, Wien 1999
- Ungarndeutsche Literatur, Bonn 1999
- Goethe und Heine hinter Gittern, Vechta-Langförden 2004
- Pisastudie getürkt, Vechta-Langförden 2006
- Das Weiterleben der rumäniendeutschen Literatur nach dem Umbruch, Vechta-Langförden 2007
- Ich war kein Dissident, Ludwigsburg 2009
- Inkorrektes über die Political Correctness, Vechta 2009

## Herausgeberschaft
- Einführung in die Grundlagen des Antisophismus: e. kurzer Lehrgang seiner Geschichte, seiner Programme, seiner Prozesse (mit Orig.-Dokumenten) nebst e. Anh. antisophist. Analysen, Texte, Entlarvungssprüchen (Aphorismen), Studentenschaftsverlag der ASTA, Köln 1978